# 佐野榮太郎
佐野 榮太郎（さの えいたろう、1975年1月3日 - ）は、日本の情報技術者、ソフトウェア作家。愛知県豊川市出身、同県豊明市在住。総合情報通信技術研究機関 ADS（ソフトハウス ADS）代表理事。

## 概略
1980年代から、DTMソフトウェアやコンシューマーゲームのプログラマ、ゲームミュージックコンポーザー、『パソコン通信網 ARF』（後述）の設計者、システムオペレーターとして活動。
著書に『アルファの厳しいパソコン入門』、『αノート』（後述）等がある。
1992年、インターメックス展示会の出展企業が主催したオフィスウェアコンテストのデータベース部門に、カード型データベースシステムを出品し、入賞。
2008年から、Blu-ray Discの規格を策定する業界団体のBlu-ray Disc Associationが毎年開催していた、光学記憶媒体に関する知識を競う、Blu-ray Disc Meister検定の第5回開催において、全国2位。
これにより、2013年2月16日に東京都内で開催された同協会主催の式典にて、福井晴敏、麻倉怜士らより表彰を受けた。
計算生物学の分野でも、タンパク質の立体構造解析の場で一定の成果を残しており、スタンフォード大学から評されると共に、マサチューセッツ工科大学も、未来へ名を伝えたい技術者の一人として佐野を選出。とりわけマサチューセッツ工科大学は、佐野の功労について「難病に苦しむ6億の人命を救う」と大きく称賛した。
音声による自動応答に主眼を置いた人工無脳『A.R.M.S』や、人間の体温に反応して警告を発する世界初の防犯システム『ASS01』の考案者としても知られ、ご当地キャラクターである『原付萌奈美』ほか、関連キャラクターのプロデューサー（後述）としても活動している。
2015年には、ベンチマークソフトウェアのベンダーとして著名な中国企業のAnTuTu（あんつつ、簡体字：安兔兔）に、アプリケーションソフトウェアの開発協力を行った。

## 人物
業界内外に知人や友人が多く、ゲームクリエイターとして知られる九条一馬や、アニメーション監督の日向正樹、声優の桐山智花らとも交流がある。
かつて、世直し大明神として人々から崇められた佐野善左衛門の流れを汲む三河武士の末裔。
武道面では天御前流（あまごぜんりゅう）詠春拳の錬士であり、弓道においても14歳の時点で初段を取得。
コンピュータ技術面ではアレクセイ・パジトノフ、音楽面では山本正之を師と仰ぎ、芸術面では画家の星野眞吾、高畑郁子の弟子として、10年あまりの長期に渡り、日本画、クロッキー、デッサン、油絵、水彩画、版画、切り絵、ちぎり絵等の修行を積んだ。
その過程で、アニメーション映画の制作（仕上げ）も経験している。
また、スズキの原動機付自転車工場やSBSでオートバイを設計、製造、整備したり、警察機関で交通取締りに従事していた経歴も持ち、小排気量エンジン用点火制御ユニットの電子回路設計を手掛ける等、機械工学、電子工学、二輪車文化にも造詣が深い。
このように分野の垣根をこえて幅広く活動しながらも、ハンドルネームやペンネームを使い分け、メディアへの露出を徹底して嫌い、1994年に株式会社レイアブリッジの取材を受けて以降、2020年に株式会社中広がインタビューを行うまで、マスコミの取材を拒み続けていた。

### 発言
- 「面白い」ということは「低俗」という意味ではない。
「やさしい」ということは「難しくない」という意味ではない[17]。
- 「何になりたいか」ではなく「何をしたいか」が重要である[17]。

## エピソード

### 青年期
1990年代、佐野の家族は、富士通の乾電池製造に関わる工場を操業していた。ところが、経営者であった佐野の父が蒸発。倒産を避け、工場を閉鎖するも父は戻らず、佐野ら関係者は心労を重ねた。
その後、暫くして佐野は火災にも遭い、自宅を全焼している。これにより、あらゆる資料や機材のほか、思い出の写真を収めたアルバム等、私物の一切を焼失。自宅が研究開発室を兼ねていたため、休業も余儀なくされた。

### 記憶喪失と苦悩
2000年代初頭、佐野は、NASA（アメリカ航空宇宙局）から直属の技術スタッフとしてヘッドハンティングを受けた。当時の佐野は、この提案を栄転の好機と受け止めたが、重度の記憶障害（後述）を患っていたため、応じるか否かの判断に揺れた。
佐野は当時、記憶の喪失に伴い、周囲の人間に対し、ひときわ大きな恐怖を感じていた。何一つ思い出せず、誰の顔も分からない上、先述の通り記憶を取り戻す手掛かりさえ全て失っていたためである。
周囲の人間は佐野を案じ、記憶を取り戻させようと、佐野に過去の様々なエピソードを話して聞かせたが、佐野は人々の証言を知識として蓄積し、半生の記憶を補完したため、思い出したい本物の記憶が封じられた。この現象を、佐野は「記憶の上書き」と表現している。
無論、他人の証言を寄せ集めて上書きした記憶には矛盾が生じる。不安定な記憶に翻弄され続けた佐野は、人付き合いの中で急激に疲弊していった。その重圧は、黒髪が銀色に変化してしまうほどであったとされる。
悩み苦しんだ結果、佐野は「自分を知らない新たな仲間と人間関係を築けば、状況を打開できるかもしれない」と考え、NASAによるスカウトを承諾しようと心に決めたが、佐野の真意を察した友人から「それは挑戦ではなく、現実逃避ではないか」と諭され、この誘いを断った。

## パソコン通信網 ARF
パソコン通信網 ARF（パソコンつうしんもう エー・アール・エフ）は、1992年より運用されていた付加価値通信網、パソコン通信局である。
開局当初は、主に東三河地域の産業を支える法人の業務連絡用として整備されたが、全盛期には共有カレンダーや共有住所録、スケジューラー、プロジェクト管理ほか、ビジネスでの利用に特化した複数のサービスを提供。
1994年には豊川ノードの一部が『パソコン通信網 TRF』の局名で一般開放された。
事業者の登録アカウント数は2300、一般の登録利用者は510名であった（2012年時点）。

### VAN
本通信網の特徴として、佐野の考案したRHSP（Remote Host - to host Sharing Protocol）と称するデータ転送プロトコルが挙げられる。
RHSPは、ホストコンピュータ（以下ホスト）に保存されたBBSやファイルストッカーのデータを、ホスト間で定期的に同期する（ホストからホストへデータを順送りする、いわゆるデータの玉突きを行う）ことにより、どのホストに接続した場合でも同じ情報が取り出せる仕組みである。
当時のパソコン通信においては、ユーザーが、ホストの設置されている地点へ架電し、接続を確立せねばならず、通信距離に応じた電話料金を支払う必要があった。
パソコン通信における電話料金（俗称みかか）は遠距離通信を行う回線契約者の大きな負担となっており、大手商用通信網の管理者は各地にアクセスポイントを設置する等の対策を講じていた。
その一方で、草の根BBSの管理者が大規模なインフラを整備することは困難であった。
これを解決するため、全盛期にはTri-Pのようなサービスも広く利用されたが、ARFのホストシステムは、そうしたサービスも併用することなく、独自のVANを形成できた。
その反面、RHSPが抱える短所としては、次のような点が挙げられる。
- 掲示板やファイルストッカーにおいて、リアルタイムな投稿やアップロードが反映されない。
- チャットサービスのような、リアルタイムな通信を必要とするサービスには応用が利かない。
- ノードあたりの（ホスト管理者が負担する）通信コストが増加する。
- 回線の混雑を回避するため、遠地に設置されたホストへ接続したいケースにおいては、かえって電話料金の負担が増加する。
- ホストによって、対応している通信速度やデータ圧縮およびエラー訂正規格のクラスが異なり、一律に同じ設定を用いては通信できない。

RHSPは、1995年から1996年にかけて機能を洗練した後、HSPの名称で、当時NTTが提供していたCAPTAIN通信サービスのノード間データ同期や、WebTV Networksの日本法人が提供していたWebTVの電子掲示板サービス等にも応用され、情報通信分野における技術革新の礎を築いた。

### 衰退
パソコン通信網 ARFのVANは2000年までに大部分を解体。
豊明ノードと豊橋ノードは、パソコン通信網 ARFを運営していた組織『RFネットワークス』の後継団体であり、総合情報通信技術研究機関 ADSの前身に相当する、ArionDigitalSupport（アリオン・デジタル・サポート）が発足してからも『ADS シリアルセクション』と名を変え、2011年まで常時運用された。
しかしながらインターネットの台頭による需要の急減を避けられず、2012年に豊橋ノードが閉鎖。
豊明ノードは不定期運用となって存続されたが、主要なSIGが段階的に閉じられ、2018年1月1日に新規アカウントの発行を終了。
長年の歴史に幕を閉じた。

## αノート
αノート（アルファノート）は、 佐野が愛知県立豊川工業高等学校（後の愛知県立豊川工科高等学校）在学中に書き溜めた、シャープ製ポケットコンピュータ用プログラム群を集積し、技術書としての体裁を整えた上で、同校が1992年に発行したソースコード集である。
主なターゲット機は市販のPC-E200と、学校教育用に指定されたPC-G800シリーズの初期モデル。
PC-G813等、一部の機種はC言語にも対応していたが、掲載されたソースコードはBASICとZ80Aに対応する機械語のみである。
ソースコード以外にも、PC-G800シリーズでの圧電スピーカーによるビープ音の出力と、PC-E200を含むPC-G800シリーズ間での複信を同時に実現する周辺機器の回路図等が掲載された。

### 所載
まだ学生であった佐野が、1年あまりの短い期間で書き上げた技術書ながら、その内容にはグラディウスを再現するシューティングゲームやテトリス、コラムス、3D迷路ほか、美少女ゲーム、ロールプレイングゲーム等、緻密にプログラミングされた作品が多く含まれ、全体のボリュームもタイトル単位で約50本、B5判で103頁に及ぶ（目次や付録を含めると112頁）。
ソースコード部分は、ポケットコンピュータ用プリンターによって出力された活字であったものの、注釈、訂正箇所を含む本文は、その名の通り、佐野が大学ノートに書き溜めた原文直筆のまま印刷された。
収録内容には工学社の『月刊I/O』や、別冊の『ポケコンジャーナル』に佐野が寄稿した情報も含まれる。
発行当時、当該機種向けのソースコードを多数掲載した書籍は、ポケコンジャーナルを除けば、αノートをおいて他に例が少なかった。
αノートに掲載された一部のゲームに関しては、そのアルゴリズムをJavaScriptへ移植したフォーク作品が、総合情報通信技術研究機関 ADSのウェブサイト上で公開されている。

### ライブラリ
αノートに掲載された作品の中でも特に異彩を放つプログラムとして、ドット単位のマトリクス制御や、スーパーファミコンのようなグラフィックの回転、拡大、縮小、スクロール、多重スクロール、ラスタースクロールをソフトウェアのみで擬似的に実現したライブラリが挙げられる。
ターゲット機のBASIC環境には、PSET、PRESET、LINE、CIRCLE、PAINTに代表される、グラフィックを描くための命令が全く用意されておらず、ドット単位でグラフィックを描き込むには機械語を併用せねばならない。したがってBASICのみでゲーム等を作る場合、全てのオブジェクトをアルファベットや記号（キャラクタ）へ置換する必要があり、映像表現を損ねてしまう。
一方、当該ライブラリを利用すれば、容易に緻密なグラフィックが描ける上、描いたグラフィックのアニメーションも可能となる。このような事情から当該ライブラリは幅広く、あらゆる作品に応用できる可能性が示唆されたため、佐野は他のプログラマにも積極的な利用を促そうと考えた。
そこで佐野は、当該ライブラリに「あぴゃくぴゅとまてぇぴょ」と、早口言葉にも等しい名を設定。これについて、佐野は後年「グリチルリチン酸ジカリウムのように、あえて覚えにくい名を付ければ、反対に覚えようと努力してもらえる可能性を狙ったが失敗した」と語っている。この言葉が示すように、当該ライブラリを利用したプログラムで現存する作品は少ない。
αノートの発行から数年後、佐野はx86アーキテクチャのマイクロプロセッサ向けにも「あぴゃくぴゅちょちょまっぴぃぴょ」と称する当該ライブラリの派生版をリリースしたが、そちらも普及せずに終わった。佐野はオブジェクト指向言語や、スクリプト言語の関数にも「チョメチョメ一丁目」等、しばしば戻り値が全く想像できないユニークな名を好んで設定する。

#### ライブラリの弱点
先述のライブラリが普及しなかった背景には別の理由も存在する。
αノート上の解説には、ユーザ用のメモリ領域に対し「先頭から2FF（16進数）分を確保せよ」とある。要するに当該ライブラリの組み込みには、10進数で767バイトが必要とされており、ターゲット機に指定されたPC-G801のRAM容量（8KB）を鑑みると、安易な導入は行えない。また、αノートに掲載の他作品にも同アドレスを用いるプログラムが多い点や、ターゲット機のファイリング機能がBASICに限局されている点にも考えを及ぼす必要がある。
これらのほか、実表示に懸念がある点も看過できない。ターゲット機の液晶画面は、5×7のドットで構成されたセル（区画）が、約1ドットのスペース置きに並んだ構造である。また、ドット自体も厳密な正方形ではない。したがってセル同士の間隔を考慮しなかったり、ドットが正方形である点を前提に原画を作成すると、実機の画面上でアスペクト比に狂いが生じる。
ライブラリに含まれるアニメーション生成ルーチンの設計も上述の仕様を考慮しておらず、例として一本の線を描画し、中心点を軸に回転させた場合、その両端は楕円軌道を描く。すなわち当該ライブラリは幾何学的な模様やグラフ等、正確な図形を描く用途に応用できない。
これらは実機の仕様に起因するトラブルであり、バグではないが、当該ライブラリの弱点とされる。

## 総合情報通信技術研究機関 ADS
総合情報通信技術研究機関 ADS（そうごうじょうほうつうしんぎじゅつけんきゅうきかん エー・ディー・エス）は、佐野が1989年1月1日に創立し、愛知県に本部を置く産業振興団体である。通称ソフトハウス ADS。
前身の団体はArionDigitalSupport（アリオン・デジタル・サポート）を称していたが、地上デジタルテレビ放送の開始に伴い、全国に設置されたテレビ受信者支援センター、通称デジ・サポとの混同を避けるため、総務省の提案によって2012年に改称した。
研究機関を冠し、企業や政府機関と連携しつつ、非営利で情報通信技術の研究開発に取り組む。しかしながら日本学術会議や日本学術協力財団によって指定された国の学術団体ではなく、多くの医療機関や金融機関、公共交通機関に同じ民間機関である。

### 電気通信事業
岡崎信用金庫を主要取引金融機関とし、創立当初から、福祉活動等を積極的に手掛ける法人や社会的弱者を対象に、ソフトウェア、ハードウェアの開発による技術支援を手掛けるほか、21世紀に入ってからは、オンライン・コミュニケーション文化の健全化を図る実験的な取り組みや、ウェブ・テクノロジーに関わる様々なプロジェクトを推進。組織の中枢である名古屋電算技術室を始め、難波分室、石川分室、三河分室、天竜技術室、小倉電算システム事業部、札幌電算技術室、足立工学研究室、宮古分室と称する拠点が全国各地に点在しており、あらゆる技術者がSOHOによって連携しながら業務を遂行している。
総務省が同団体に設定した電気通信事業者の識別符号は第C-24-01661号。同団体が管理するサーバルームの出入口（自動ドア部）にも同じ符号が記されている。当該サーバルームに設置されたメインフレームは、2023年時点で約1247GBのメインメモリと、約596TBのストレージを有し、BSDをフォークした同団体オリジナルのOSによって稼動。そのOS上で動作する主要なソフトウェアもオリジナルであるため、HTTPリクエスト時にメインフレームが返すレスポンスヘッダには、他に例を見ない稀有なサーバ名が記載される。なお、これはホスティング事業者らが利用する汎用サーバ群は元より、デジタル改革を推進する広島県庁が、2020年に巨費を投じて導入した全サーバのスペックをも上回る構成である。

### 古物事業
同団体は3R（Reduce・Reuse・Recycle）を実践している。愛知県公安委員会による古物事業の許可番号は第542522305200号。主として取り扱う事務機器のリユースを始め、電子基板の製造現場において需要が高まり続けるレアメタルの循環にも注力しており、外部の貴金属（宝石）商と連携し、金、銀、プラチナ、パラジウム製のジュエリーや、アクセサリー類のリサイクルも手掛けている。

### 連結団体
佐野が統括する名古屋電算技術室は、地場産業を支える工業職人で構成された『匠工房』や、原動機付自転車市場の発展を目指す地域団体の『原付 ツーリングクラブ モナミ』、ご当地キャラクターの原付萌奈美を事業展開する『原付萌奈美ぷろじぇくと運営委員会』等の母体でもある。

## 原付 ツーリングクラブ モナミ
原付 ツーリングクラブ モナミ（げんつき ツーリングクラブ モナミ）は、業績が伸び悩む自動車やオートバイの部品を生産する中小企業から、経営再建を相談された総合情報通信技術研究機関 ADSの名古屋電算技術室が、産業振興活動の一環として、冷え込みの顕著な原動機付自転車市場を活性化すべく創立した地域団体である。
原付愛好家のコミュニティとして機能し、趣味を同じくする者同士が共に親睦を深めることで文化の発展を促す立場から、フランス語で親友を意味するmon ami（モナミ）と名付けられた。ツーリングクラブを冠する点や、女性的な団体名はクラブ活動の態様を想像させるが、余暇の謳歌が目的ではなく、先述の通り中小企業の救済、ひいては日本経済の発展に資する団体であるため、いわゆる趣味の同好会とは一線を画す。
佐野が代表を務めており、原付愛好家の地位向上を目指し、道路交通法の改正を行政機関に陳情する等、精力的な活動を行っている。2020年には交通事故の撲滅に協力した団体として、自動車安全運転センターらと共に安全運転の啓発運動を推進する、エフエム愛知から感謝状を受けた。公式マスコットは原付萌奈美。

## プロデューサー

### 原付萌奈美
声 - 桐山智花

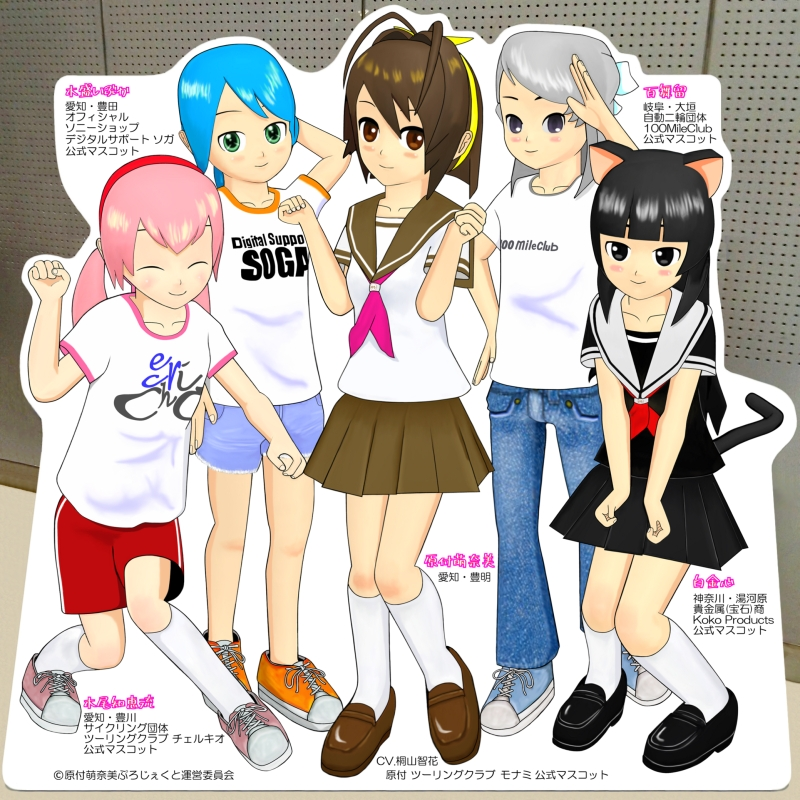
けいはんなプラザに設置された原付萌奈美と姉妹キャラクターの等身大パネル

原付 萌奈美（げんつき もなみ）は、原動機付自転車市場の発展を願い創造された架空の人物である。愛称は『もなみん』。設定上は16歳の女子高生であり、原動機付自転車のライダー。愛車にはホンダのスーパーカブが設定されている。パーソナルカラーはセピア。原付 ツーリングクラブ モナミの公式マスコットとして2017年5月1日に初出した。キャラクター名は原付 ツーリングクラブ モナミに由来する。
企業や自治体が、特定の地域、事物に対し、このようなシンボルを設ける場合、そのデザインには一般公募して得た作品や、専任作家による創案を採用する例が多い。そうした中にあって原付萌奈美は、一介のクリエイターが作成したキャラクターではなく、押田秀一、日向正樹ほか、エンターテインメント業界に根ざす幾多の著名人達が、初期段階からデザイン及び運営に関わっており、佐野が制作総指揮を務めている。
キャラクターの制作に際しては3DCG技術が応用された。しかしながら原付萌奈美の初期モデリングに、Metasequoia、Blender等の3DCGソフトウェアは使用されず、代わりに自動車設計の現場で用いられているCaelum（3次元CADシステム）がモデラーとして採用された。ゆえに原付萌奈美の体躯は、創造的な造形ながら精確に設計されている。
2017年5月20日からは愛知県豊明市周辺の地域振興を担う、いわゆる『ご当地キャラクター』としても活動を開始。地場産業を支える企業や、団体に配された姉妹キャラクター（百舞留、木盛いぶか、木尾知恵流ほか）の活動を牽引するリーダーとして、同年5月29日より、萌えキャラ学会の正会員となった。
2021年には白金心が新たに加わり、翌2022年には関東まなかが総合情報通信技術研究機関 ADSへ移籍。正式に原付萌奈美の姉妹キャラクターとなった。

### 組織体系
原付萌奈美と姉妹キャラクターを利用した産業・地域振興事業を『原付萌奈美ぷろじぇくと』と称する。原付萌奈美ぷろじぇくとを推進する団体の活動原理は産業や地域の振興にあり、キャラクターの運営が主体ではない。したがって原付萌奈美の運営団体は、原付萌奈美運営委員会や、原付萌奈美製作委員会ではなく『原付萌奈美ぷろじぇくと運営委員会』と呼ばれる。
原付萌奈美が北米のオートバイ誌、BIKE TIMEで特集された際のクレジット表記も、同名の英訳である「Monami Gentsuki project steering committee」となっていた。原付萌奈美と姉妹キャラクターの知財管理（関東まなかを除く）や関連商品の販売は、総合情報通信技術研究機関 ADSの名古屋電算技術室が担当している。
所属団体、管理団体、運営団体が全て異なり、複雑な組織体系であるがゆえ、コピーライト表示の際は「©原付萌奈美」或いは「©原付萌奈美ぷろじぇくと」と略記される例が多い。

### 評価
株式会社ハンクルズが調査する、ご当地キャラクター人気ランキングでは、同じ豊明市を振興する自治体公式マスコットの、のぶながくん、よしもとくんが、それぞれ全国4241位（愛知県下152位）、全国4242位（愛知県下153位）と振るわない中、ふなっしー、ひこにゃん、くまモンらを含む4389体ものキャラクターを抑え、全国1位を記録した（2022年10月7日時点）。
原付萌奈美の関連商品には、一般的なキャラクターグッズの他に、愛知県豊川市に所在する大社神社とタイアップしてリリースされた交通安全のお守り等もあり、2018年には、日本郵便より『原付萌奈美 生誕一周年記念切手』も発行されている。
2020年5月、テレビ愛知の番組、ネタ見せ～ぇ！の企画、人気キャラクターに学べ！ご当地キャラクイズの中で出題され、プロフィールが紹介された。正答者は、キルラキルやハイスクールD×D等を手掛けた、アニメーションプロデューサーの畑中太一（はたなかたいち）。

### 姉妹キャラクター
関東まなかを除く姉妹キャラクターは原付萌奈美をベースに開発されており、頭身ほか、デザイン上の共通点が多い。
解説中の、ご当地キャラクター人気ランキングにおける順位（総勢4390体中）は、株式会社ハンクルズが調査した、2022年10月7日時点の情報である。

#### 百舞留
百 舞留（ひゃく まいる）は、岐阜県大垣市を中心に活動する自動二輪団体、100MileClubの公式マスコットである。運営者は、不動産業や飲食業を営む資産家で、同団体の代表者。キャラクターの愛称は『お姉様』或いは『舞留お姉様』。設定年齢は18歳。愛称の通り、年齢が設定された姉妹キャラクターの中では最年長者である。パーソナルカラーはシルバー。ご当地キャラクター人気ランキングでは全国69位（岐阜県下1位）。キャラクター名は600マイル・ブレンドに憧れて付けられた、所属団体名の100MileClubに由来する。

#### 木盛いぶか
木盛 いぶか（きもり いぶか）は、愛知県豊田市内に店舗を構えるオフィシャル・ソニーショップ、デジタルサポート ソガの公式マスコットである。以前はイソムラムセンに所属していたが、閉店に伴い、2021年1月末をもって現店舗へ移籍した。以後は同店舗が運営している。設定年齢は16歳。パーソナルカラーは、ソニーのコーポレートカラーに近い色味のディープスカイブルー。ご当地キャラクター人気ランキングでは全国84位（愛知県下7位）。キャラクター名は技術者、木原信敏と、ソニーの創業者、盛田昭夫、井深大に由来する。熱心なソニーのファンであることからGKと揶揄されたり、運営者が愛知県常滑市に所在する盛田昭夫塾に関与し、盛田の親族も木盛を認知しているため、ソニーの申し娘（子）と紹介される例も多い。

#### 木尾知恵流
木尾 知恵流（きお ちえる）は、愛知県豊川市を中心に活動するサイクリング団体、ツーリングクラブ チェルキオの公式マスコットである。運営者は、同市内に事務所を構える税理士で、同団体の代表者。キャラクターの愛称は『チェル』或いは『チェリー』。設定年齢は16歳。パーソナルカラーはホットピンク。ご当地キャラクター人気ランキングでは全国79位（愛知県下6位）。キャラクター名は、所属団体名であり、車輪と仲間の輪を意味するイタリア語のCerchioを、姓名に見立てたIl mio nome è Cer Chio（私の名は”キオ チェル”）に由来する。

#### 白金心
白金 心（しろがね こころ）は、神奈川県足柄下郡湯河原町に所在する貴金属（宝石）商、Koko Productsの公式マスコットである。運営者は、かつて吉野熊野国立公園（和歌山県串本町）内のリゾート施設を経営していた元ホテルオーナー社長で、同団体の代表者を務める女性実業家。キャラクターの愛称は『ココ』或いは『ココロン』。猫耳や猫の尾がトレードマークとなっているが、それは白金が趣味で身に付けている装身具とされており、いわゆる猫の擬人化キャラクターではない。設定年齢は17歳。パーソナルカラーはブラック。ご当地キャラクター人気ランキングでは全国86位（神奈川県下3位）。キャラクター名は、プラチナを指す白金と、所属組織名のKoko Productsに由来する。

#### 関東まなか
関東 まなか（かんとう まなか）は、茨城県古河市を振興するキャラクターである。佐野が直接プロデュースしているキャラクターではないが、総合情報通信技術研究機関 ADSに所属し、原付萌奈美の姉妹キャラクターとして活動。茨城県在住の人物がプロデュースを手掛けている。他の姉妹キャラクターに見られるパーソナルカラーや年齢は設定されておらず、姉妹キャラクターの中で唯一の人外、いわゆる亜人とされる。ご当地キャラクター人気ランキングでは原付萌奈美に次ぐ全国2位（茨城県下1位）。キャラクター名は、関東地方における古河市の位置（真中）に由来する。
これらキャラクターの公式なグループ名は公表されていないが、関東まなかはSNSで、自身の所属グループを『もなみんファミリー』と呼称しており、原付萌奈美ぷろじぇくと運営委員会のノートページには『原付萌奈美ファミリー』と記述されている。

## 病歴
2000年代、重度の健忘を患い、藤田保健衛生大学病院（後の藤田医科大学病院）の精神科医によって、全健忘と診断された。その後、解離性健忘となったが、依然、20歳頃までの記憶は失われたままであり、行政機関から2級の障害者に認定されている。

## 関連作品
- ポケモンスタジアム
- クロノ・トリガー
- アウトラン